# Aristobulus III
Aristobulus III, död 36 f.Kr., var en hasmoneisk prins. Han var Israels överstepräst 36. 
Han var son till Alexander Maccabeus och Alexandra Maccabeus och bror till Mariamne I. Han var den sista medlemmen av den hasmoneiska dynastin och under ständig bevakning av sin svåger Herodes den store, som slutligen lät lönnmörda honom. 